# مورو دي الكوي
بلدية مورو دي الكوي (بلغة كتلانية Muro d'Alcoi), هي بلدية تقع في مقاطعة اليكانتي. جنوب شرق إسبانيا. يبلغ عدد سكانها 8.446 نسمة.

## توأمة
لمورو دي الكوي اتفاقيات توأمة مع:
- مورو

## أعلام
- ألكس باسكوال